# Norma Connolly
Norma Connolly (* 20. August 1927 in Boston, Massachusetts; † 18. November 1998 in Los Angeles, Kalifornien) war eine US-amerikanische Schauspielerin.

## Biographie
Norma Connolly war die Tochter von Beulah und Archie Connelly, ihr Vater war im Holzhandel tätig. Sie studierte Schauspiel an der Leland Poweres School of Drama. 1952 trat Norma Connolly das erste Mal in einer Fernsehproduktion auf. 1956 spielte sie neben Henry Fonda und Vera Miles in Der falsche Mann. Nebenbei spielte die Künstlerin auch immer wieder Theater und trat am Broadway auf. Von 1979 bis ein Jahr vor ihrem Tod spielte sie die Ruby Anderson in der US-Soap General Hospital. Für diese Rolle erhielt sie 1985 eine Emmy-Nominierung.
Die Schauspielerin war von 1954 bis zu seinem Tod 1985 mit dem Schriftsteller Howard Rodman verheiratet. Das Paar hatte drei Kinder und zwei Enkelkinder.

## Filmografie (Auswahl)
- 1951: Pulitzer Prize Playhouse (Fernsehserie, 1 Folge)
- 1956: Der falsche Mann (The Wrong Man)
- 1962: The Real McCoys (Fernsehserie, 2 Folgen)
- 1965–1966: The Young Marrieds (Fernsehserie, 78 Folgen)
- 1970: Bezaubernde Jeannie (I Dream of Jeannie, Fernsehserie, 1 Folge)
- 1971: Columbo: Lösegeld für einen Toten (Ransom for a Dead Man, Fernsehfilm)
- 1972: Die Spur der schwarzen Bestie (They Only Kill Their Masters)
- 1974: Unsere kleine Farm (Little House on the Prairie, Fernsehserie, 1 Folge)
- 1979–1997: General Hospital (Seifenoper)